# فرانتناک (میزوری)
فرانتناک (به انگلیسی: Frontenac) یک شهر در ایالات متحده آمریکا است که در شهرستان سنت لوئیس، میزوری واقع شده‌است. فرانتناک ۷٫۴۶ کیلومتر مربع مساحت و ۳٬۴۸۲ نفر جمعیت دارد و ۱۷۶ متر بالاتر از سطح دریا قرار دارد.